# 365翻译
365翻译，为中国大陆的一个翻译平台，于2011年由刘禹创立，前身为2005年创立的翻译工作室，为中国大陆最大的众包翻译平台。2011年12月完成第一轮融资，2012年12月完成第二轮融资。
2015年8月20日，阿里巴巴集团完成对365翻译的收购。

## 外部連結
- 淘宝翻译（页面存档备份，存于）